# 士別市立士別南小学校
士別市立士別南小学校（しべつしりつしべつみなみしょうがっこう）は、北海道士別市東4条14丁目にある公立小学校。

## 沿革
- 1953年（昭和28年）4月1日 - 士別南小学校開校
- 1970年（昭和45年）4月1日 - 南士別小学校統合
- 1972年（昭和47年）4月1日 - 川西小学校統合
- 2019年（平成31年）4月1日 - 士別西小学校統合(一部)

## 学校行事
- 4月 始業式 入学式
- 5月 遠足(1~4年)
- 6月 宿泊研修(5年) 運動会
- 7月 修学旅行(6年) 第1学期終業式
- 8月 第2学期始業式
- 9月
- 10月 学芸会
- 11月
- 12月 第2学期終業式
- 1月 第3学期始業式
- 2月 児童会選挙
- 3月 終業式　卒業式

## 通学区域
７丁目～21丁目（東８条より東にあっては中央通以南）、 南町全域、川西町全域、南士別町全域

## 進学先中学校
- 士別市立士別南中学校[1]